# Christoph Kalb
Christoph Kalb (* 17. Januar 1895 in Kassel; † 4. Januar 1980 in Giesel) war ein deutscher Lehrer und Kantor.

## Leben
Christoph Kalb besuchte die Volksschule und anschließend die Präparadie in Fritzlar als Vorschule zum Lehrerseminar. 1916 trat er seine erste Stelle als Lehrer im südhessischen Roßbach an, bevor er als 23-jähriger Junglehrer 1918 nach Giesel versetzt wurde. Dort blieb er, bis er nach 42 Jahren Lehrtätigkeit 1960 schließlich pensioniert wurde. Von 1918 bis zu seinem Tod 1980 war Kalb außerdem als Organist an der Pfarrkirche St. Laurentius tätig. 1954 wurde ihm der Titel Kantor verliehen. Bereits 1920 gründete er in Giesel die Theatergruppe „Thalia“.
Insgesamt war Kalb 42 Jahre lang als Hauptlehrer und 62 Jahre lang als Kantor in Giesel tätig. Daneben betätigte er sich auch als Komponist, Dichter und Theatermensch. In der Region war er auch ein bekannter Landschaftsmaler.

## Ehrungen
Für seine Verdienste wurde Kalb im Februar 1975 mit dem Ehrenbrief des Landes Hessen und im Dezember desselben Jahres mit dem Ehrenbrief der Gemeinde Neuhof ausgezeichnet. 
Straßenbenennung
Die an seinem früheren Wohnhaus vorbeiführende Kleine Schulstraße wurde 1985 anlässlich seines 90. Geburtstages durch die Gemeindevertretung der Gemeinde Neuhof nach ihm in „Christoph-Kalb-Straße“ umbenannt.
Anlässlich seines 110. Geburtstages 2005 erhielt das Bürgerhaus in Giesel den Namen „Christoph-Kalb-Haus“.

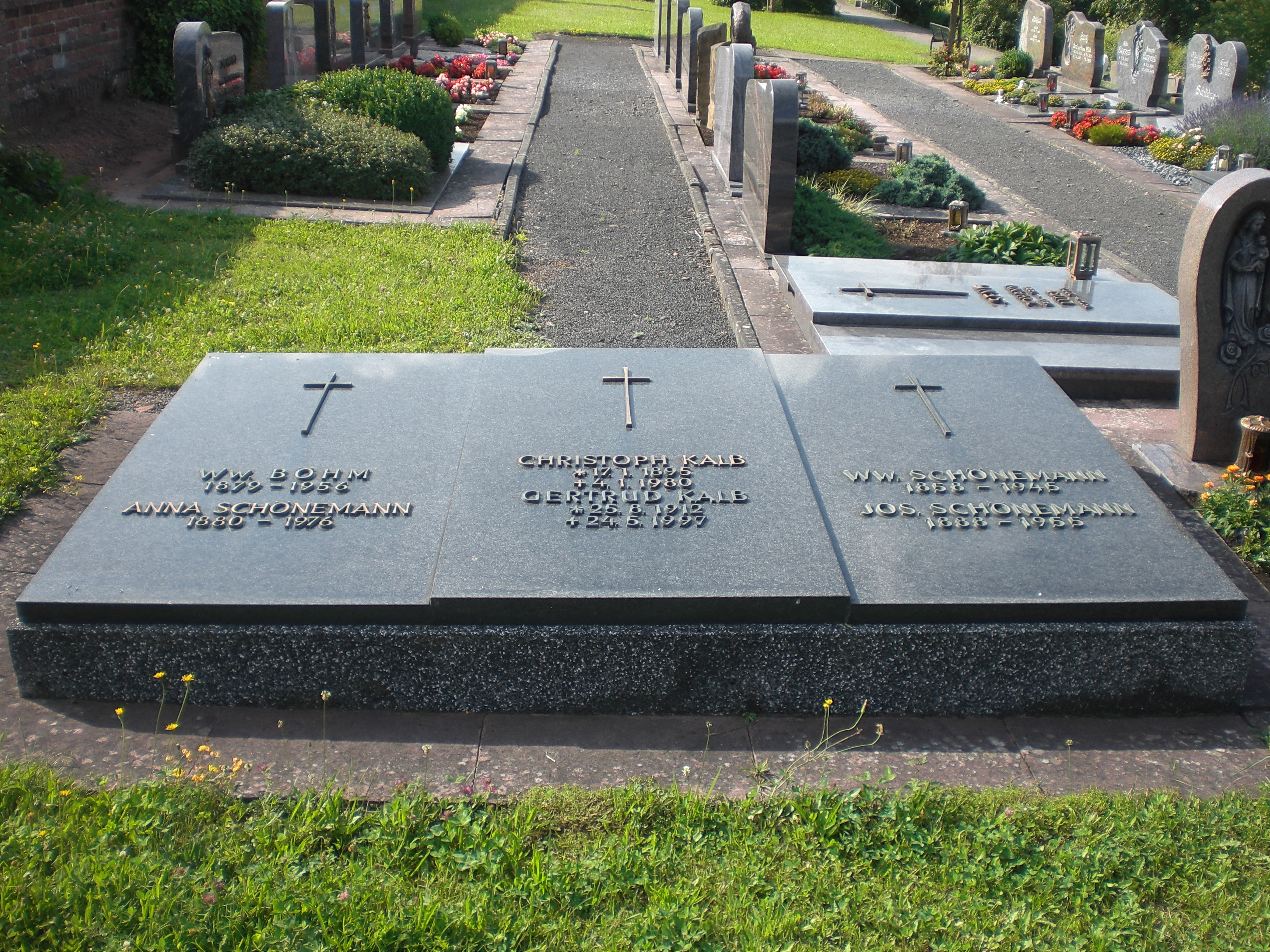
Familiengrabstätte von Christoph Kalb auf dem Friedhof in Giesel

## Grabstätte
Seine Grabstätte befindet sich auf dem Friedhof in Giesel.